# Cầy mangut lùn
Cầy mangut lùn (Helogale parvula) là một loài động vật có vú trong họ Cầy mangut, bộ Ăn thịt. Loài này được Sundevall mô tả năm 1846.

## Mô tả
Cầy mangut lùn là loài một cầy mangut điển hình: chúng có đầu to nhọn, tai nhỏ, đuôi dài, chân ngắn, và móng vuốt dài. Loài này có thể phân biệt từ cầy mangut khác bởi kích thước của nó. Chúng nhỏ hơn nhiều so với các loài cầy mangut khác. (18 đến 28 cm, 210-350 gram); trên thực tế, nó là động vật ăn thịt nhỏ nhất của châu Phi. Bộ lông mềm là rất khác nhau về màu sắc, từ màu đỏ vàng đến rất nâu tối.

## Nơi sinh sống
Cầy mangut lùn chủ yếu được tìm thấy trong đồng cỏ khô, rừng mở, và đất bụi, độ cao lên đến 2.000 m. Chúng đặc biệt phổ biến ở khu vực có nhiều ụ mối, nơi ngủ yêu thích của chúng. Loài này tránh khu rừng rậm và sa mạc. Loài cầy mangut cũng có thể được tìm thấy trong môi trường xung quanh các khu định cư, và có thể trở nên khá thuần.
Loài này có phạm vi phân bố từ Đông sang miền nam Trung Phi, từ Eritrea và Ethiopia đến Transvaal ở Nam Phi.

## Hình ảnh

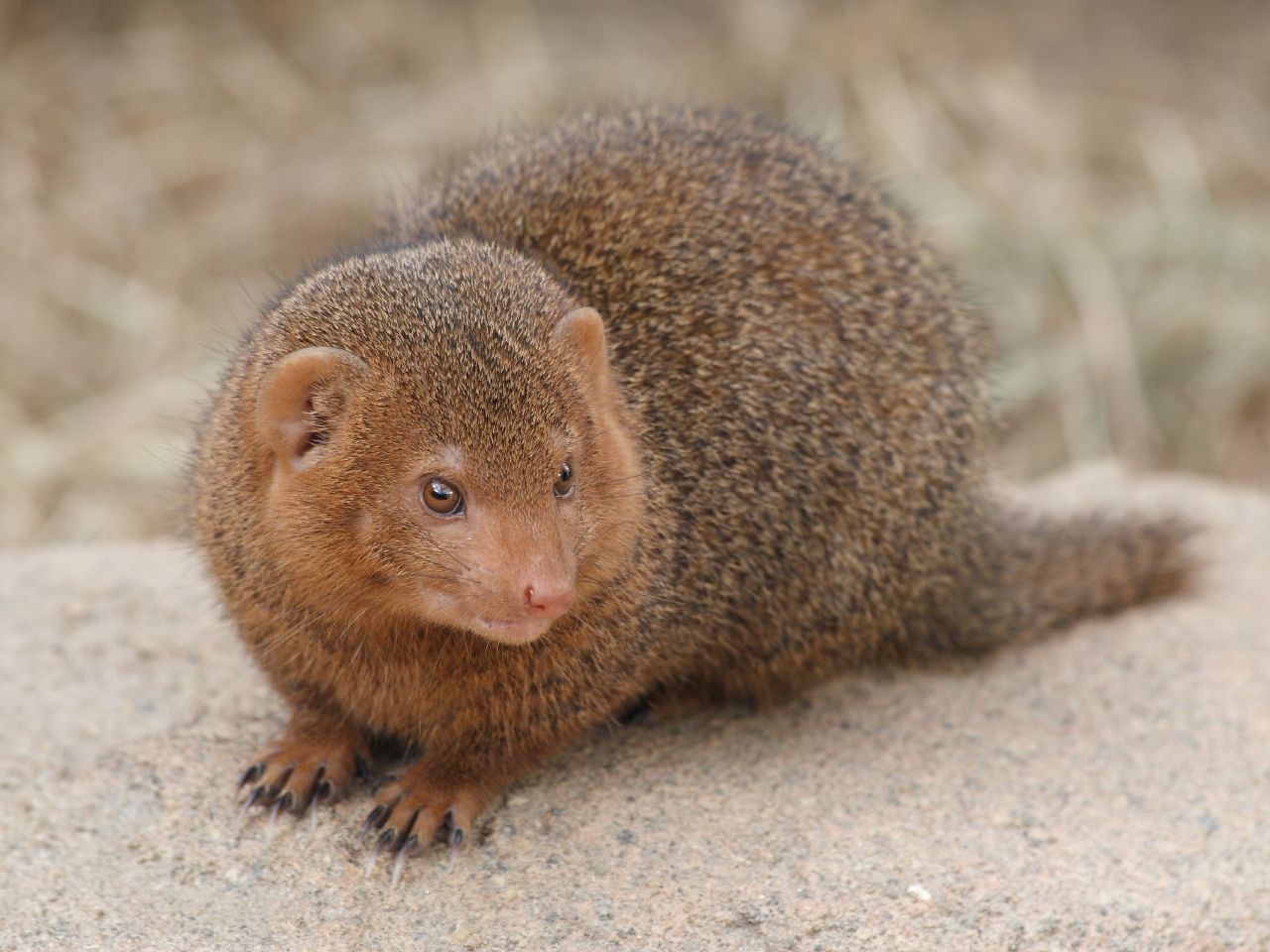
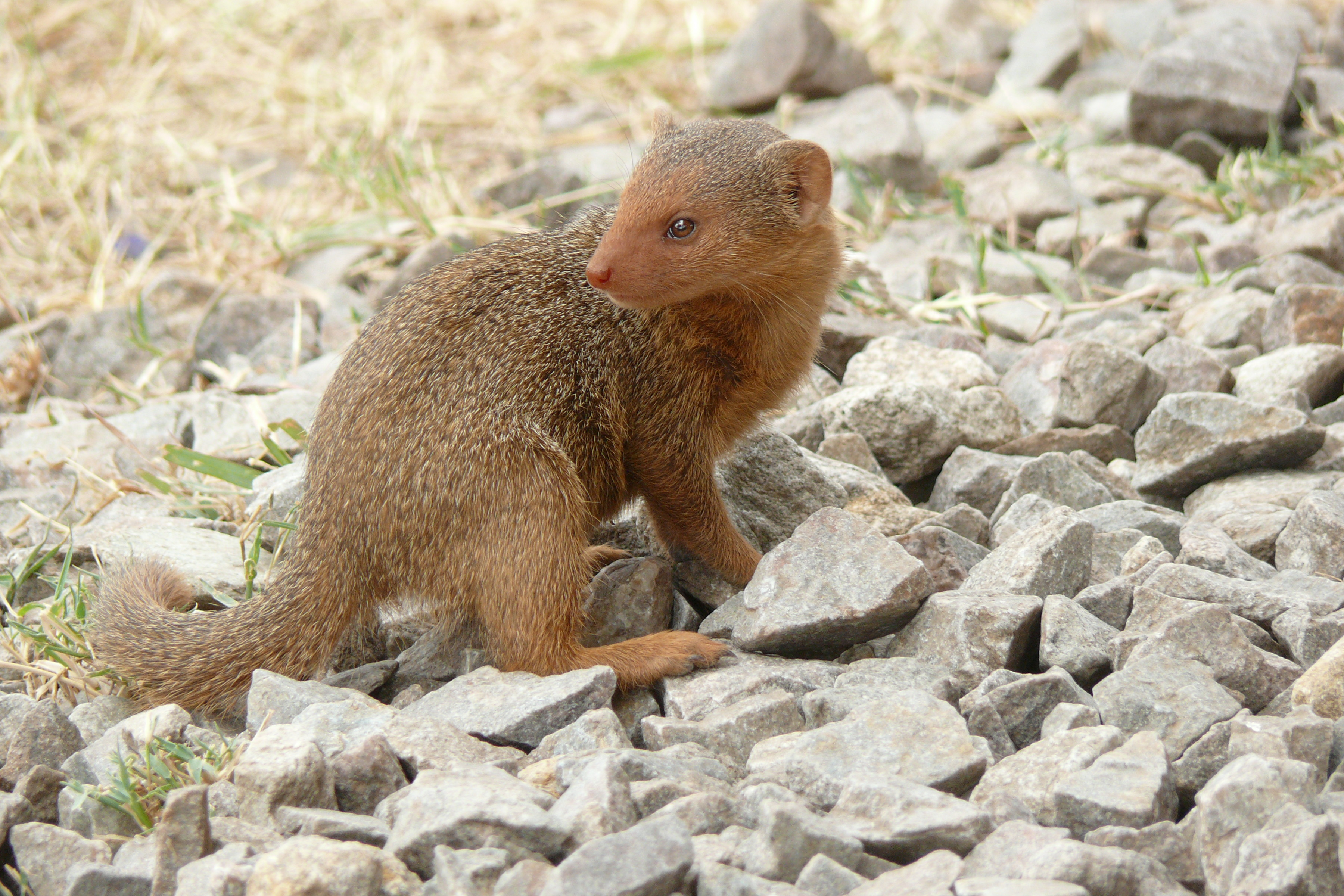
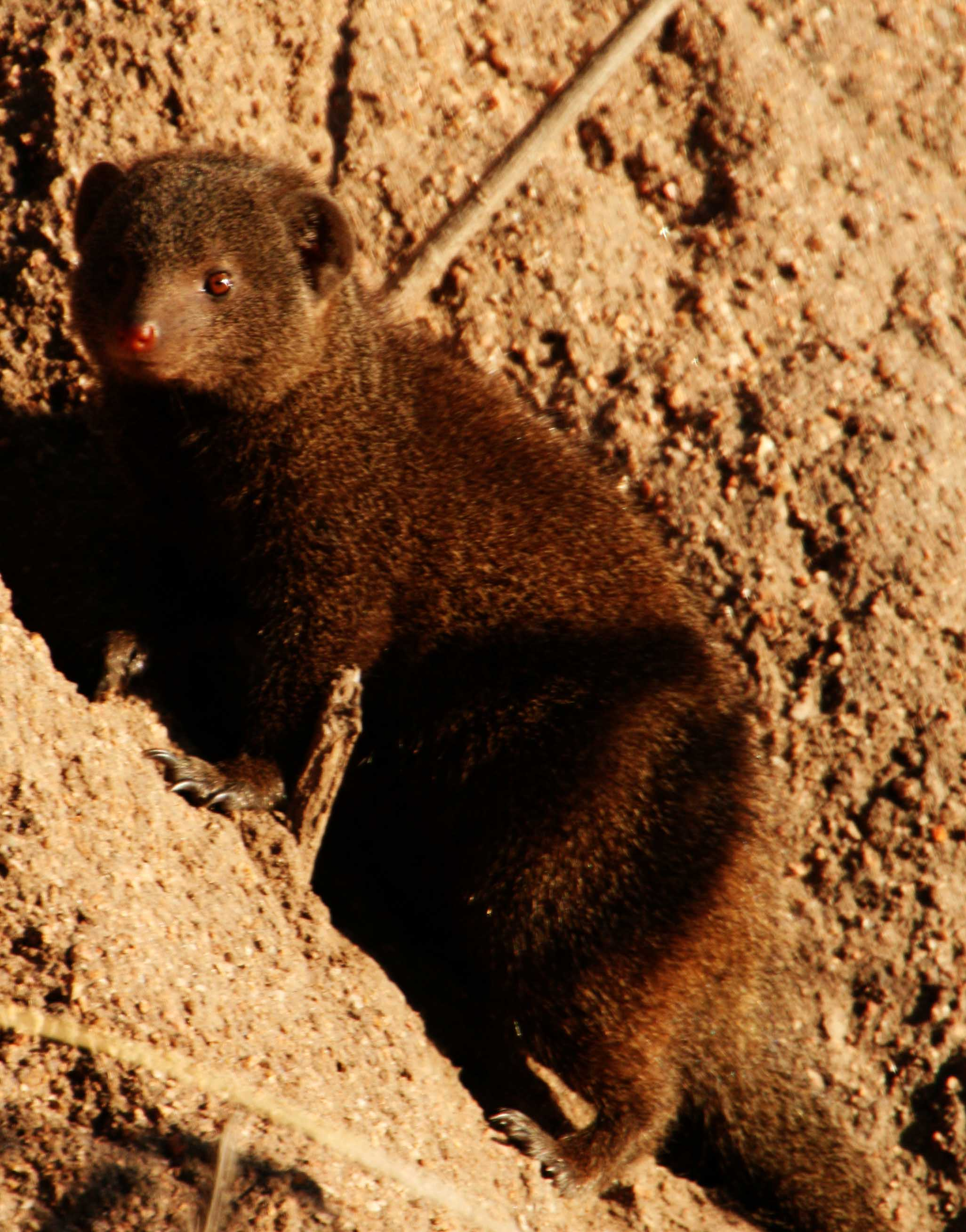
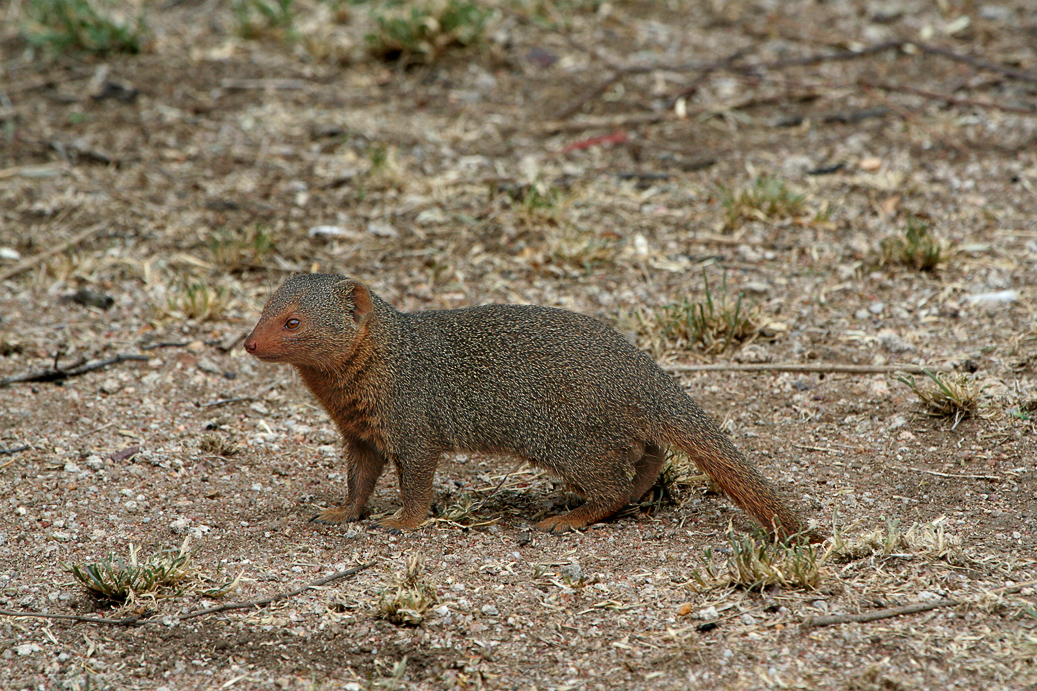